# Aliados de Quintino
Aliados de Quintino era un dels ranchos carnavalers més importants de Rio de Janeiro a la dècada de 1980. Estava situat al barri de Quintino Bocaiúva i el seu major rival eren els Decididos de Quintino. Degut a l'ascens de les escoles de samba, els ranchos van perdre espai i a finals de la dècada de 1980 els Aliados de Quintino es van dissoldre. Avui en dia queden pintures amb el nom del rancho al lloc on hi havia la seu.